# Los Zetas
Los Zetas va ser una organització delictiva mexicana, el principal negoci de la qual va ser el narcotràfic. Es va formar a partir d'un grup de militars que van desertar del Grup Aeromòbil de Forces Especials (GAFE), Grup Amfibi de Forces Especials (GANFE) i de la Brigada d'Afuselladors Paracaidistes (BFP) de l'Exèrcit Mexicà, fundats el 1994 amb motiu de l'aixecament zapatista de Chiapas i únic grup antic d'elit que van ser entrenats per l'Agència Central d'Intel·ligència dels Estats Units, comandaments d'assessoria militar de la Sayeret Matkal israeliana i de la GIGN francesa. Per tant, van rebre entrenament d'elit que va incloure maneig d'armes sofisticades i treball de contrainsurgència.